# Вилијам Леви
Вилијам Леви (енгл. William Levy), рођен као Вилијам Гутијерез Леви (енгл. William Gutiérrez Levy), амерички је глумац, пореклом са Кубе.

## Биографија
Рођен је 29. августа 1980. у Хавани, Куба као најстарије дете у својој породици. Пре петнаесте године се преселио у Мајами како би се бавио глумом. Две године је студирао глуму, а касније је узимао часове глуме у Мајамију. Тамо је упознао своју будућу супругу Елизабет Гутијерез, која се такође бави глумом. Године 2006. добили су сина Александра, а 2010. ћерку.
Дана 11. јула 2009. године се преобратио у католицизам. Рођен је као Вилијам Гутијерез Леви, али је касније променио име и избацио презиме Гутијерез.

## Каријера
Вилијам Леви је радио као модел у агенцији Next Models, а касније се појавио у два ријалити шоуа, које је емитовао Телемундо. Дебитовао је на шпанском језику на каналу Univision у серији Olvidarte Jamas.
Касније се појавио у серијама Mi vida eres tu и Acorralada (Украдена срећа). Телевисин продуцент Карла Естрада му је доделила улогу у серији Pasion (Страсти). Након тога добија главну улогу у теленовели Cuidado con el angel (Напуштени анђео), где наступа са бившом чланицом групе RBD, Маите Перони. У Србији је серија почела да се емитује почетком 2009. године. Те године је снимио серију Sortilegio (Магична привлачност) са бившом Мис Мексика, Жаклин Бракамонтес, која на српске екране долази новембра 2009.

## Филмографија
| Година | Српски назив:                   | Оригинални назив:                | Улога:                        | Додатно |
| ------ | ------------------------------- | -------------------------------- | ----------------------------- | ------- |
| 2008   | Фрагменти живота                | Retazos de Vida                  | Тјаго                         |         |
| 2009   | Планета 51                      | Planet 51                        | Captain Charles "Chuck" Baker | Глас    |
| 2014   | Клуб самохраних мајки           | The Single Moms Club             | Мени                          |         |
| 2014   | Зависна                         | Addicted                         | Quinton Canosa                |         |
| 2016   |                                 | Term Life                        | Алехандро                     |         |
| 2016   | Притајено зло: Коначно поглавље | Resident Evil: The Final Chapter | Кристијан                     |         |
| 2017   | Промена срца                    | A Change of Heart                | Карлос                        |         |
| 2017   | Вео                             | The Veil                         | Ратник                        |         |
| 2017   | Девојачко путовање              | Girls Trip                       | Лично                         | Камео   |
| 2017   | Пепељуго                        | Cinderelo                        | Брандо                        |         |
| 2018   | Дух моје девојке                | El fantasma de mi novia          | Чепа                          |         |
| 2019   | Загрљај убице                   | En Brazos de un Asesino          | Виктор Фауст                  |         |
| 2021   | Љубав Јужне Плаже               | South Beach Love                 | Тони Санчез                   |         |

Телевизија
| Година:    | Српски назив:        | Оригинални назив:       | Улога:                     |
| ---------- | -------------------- | ----------------------- | -------------------------- |
| 2021       | Кафа са мирисом жене | Café con aroma de mujer | Себастијан Валехо          |
| 2018—2019. | Звезда               | Star                    | Матео Ферера               |
| 2014       | Мис Универзума 2014  | Miss Universe 2014      | Судија                     |
| 2013.      | Олуја                |                         | Дамјан Фабре / Мичел Фабре |
| 2010—2011. | Тријумф љубави       |                         | Максимилијано Сандовал     |
| 2010.      | /                    |                         | Гроф Фонси                 |
| 2009.      | Магична привлачност  |                         | Алехандро Ломбардо         |
| 2008—2009. | Напуштени анђео      |                         | Хуан Мигел Сан Роман       |
| 2008.      | /                    |                         | Тијаго                     |
| 2007—2008. | Страсти              |                         | Васко                      |
| 2006—2007. | Украдена срећа       |                         | Лари                       |
| 2006.      | /                    |                         | Херман                     |
| 2005.      | /                    |                         | Федерико                   |

## Награде
- 2009.
- 2008.  за новог најбољег глумца 2008.